# Steindorf am Ossiacher See

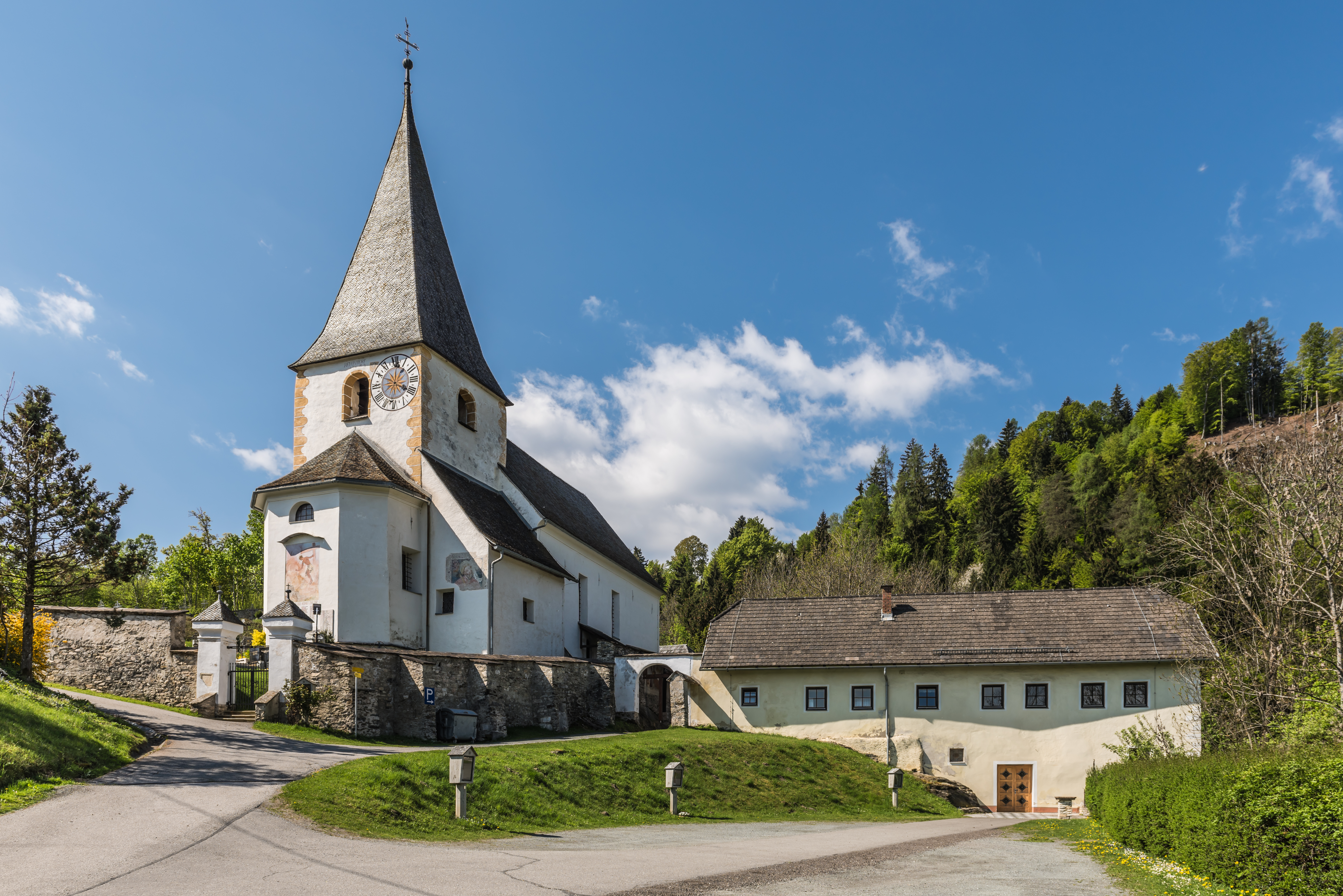
Église fortifiée de la paroisse Saint Jean le Grand à Steindorf am Ossiacher See. Avril 2016.

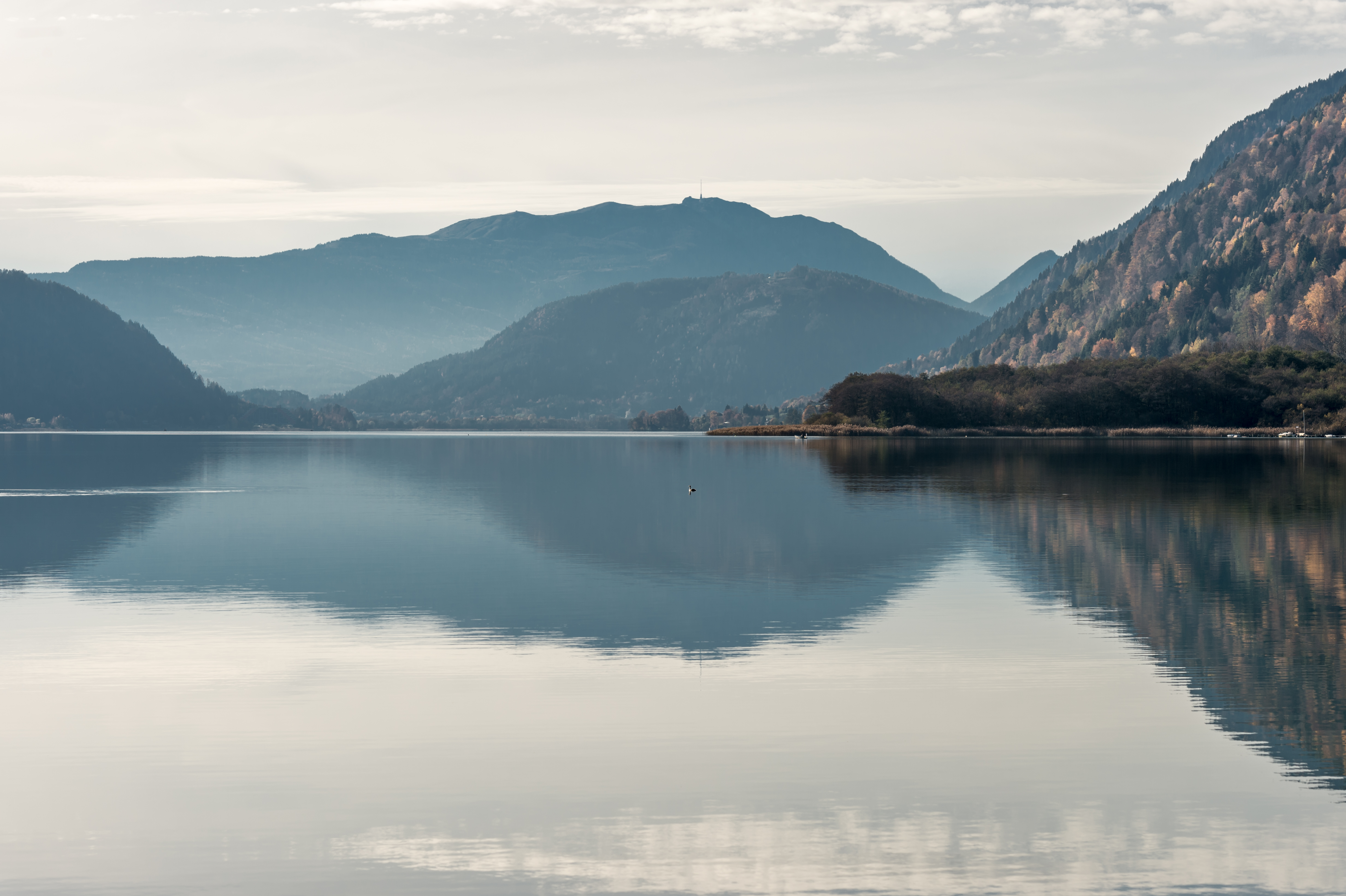
Le lac Ossiach à Steindorf am Ossiacher See. Novembre 2015.

Steindorf am Ossiacher See est une commune autrichienne du district de Feldkirchen en Carinthie.